# Giant Sand
Giant Sand is een Amerikaanse band uit Tucson, Arizona. De band is in 1985 gevormd rond singer-songwriter Howe Gelb; de overige bandleden wisselen veel. De naam is een verkorting van het origineel Giant Sandworms, een verwijzing naar de wezens in de sciencefiction-boekenreeks Dune. Giant Sand is sinds het verschijnen van het eerste album in 1985 nog altijd actief; in mei 2015 verscheen het album Heartbreak Pass.
De bezetting van Giant Sand wisselt veel. Eerder maakten onder meer Joey Burns en John Convertino deel uit van de band. Zij zijn nu vooral bekend van Calexico.